# Comuna de Łambinowice
Łambinowice (polaco: Gmina Łambinowice ) é uma gminy (comuna) na Polónia, na voivodia de Opole e no condado de Nyski. A sede do condado é a cidade de Łambinowice.
De acordo com os censos de 2004, a comuna tem 8264 habitantes, com uma densidade 66,8 hab/km².

## Área
Estende-se por uma área de 123,71 km², incluindo:
- área agricola: 68%
- área florestal: 17%

## Demografia
Dados de 30 de Junho 2004:
|                      | Total   | Total | Mulheres | Mulheres | Homens  | Homens |
| -------------------- | ------- | ----- | -------- | -------- | ------- | ------ |
|                      | pessoas | %     | pessoas  | %        | pessoas | %      |
| População            | 8264    | 100   | 4096     | 49,6     | 4168    | 50,4   |
| Densidade (pop./km²) | 66,8    | 100   | 33,1     | 33,1     | 33,7    | 33,7   |

De acordo com dados de 2002, o rendimento médio per capita ascendia a 1231,85 zł.

## Comunas vizinhas
- Korfantów, Niemodlin, Nysa, Pakosławice, Skoroszyce, Tułowice